# ものすごくうるさくて、ありえないほど近い
『ものすごくうるさくて、ありえないほど近い』（Extremely Loud and Incredibly Close）は、2005年に発表されたジョナサン・サフラン・フォアによる小説。2001年のアメリカ同時多発テロ事件を背景としており、この事件で父親を失った9歳の少年オスカー・シェルが、父の遺品から見つけた鍵の秘密を探るためにニューヨーク中を探るという物語である。作品ではオスカーを語り手とする主軸の物語とともに、失踪したオスカーの祖父がまだ生まれぬ息子（オスカーの父）に当てて書いた手記、オスカーの祖母による回想が交互に差し挟まれており、二人が体験したドレスデンにおける空爆の悲劇が911の悲劇と重ねあわされる。
また本作では「ヴィジュアル・ライティング」と言われる紙面上の工夫が施されており、物語の内容に沿って多数の写真や図版が組み込まれているほか、言葉を失った祖父の手記を活字で再現するために一行しかないページを挿入したり、誤植をチェックしたことを示す印を作品の本文でそのまま再現するなどの視覚的な実験が試みられている。
2011年にスティーブン・ダルドリー監督で映画化された。詳細は「ものすごくうるさくて、ありえないほど近い (映画)」を参照。
フォアの妻のニコール・クラウスによる小説『ヒストリー・オブ・ラヴ』（2005年）とは一部設定が類似している。

## あらすじ
語り手オスカー・シェルはニューヨークに住む9歳の少年である。彼は2年前にアメリカ同時多発テロ事件で宝石商だった父を失くしている。年のわりに知識のある彼は饒舌で、習い覚えたばかりのフランス語や専門用語、スラングを使い散らす。落ち着きがなく空想的で、絶えず頭の中で「発明」をしている。児童劇団でシェイクスピアを練習しており、ビートルズをコレクションし、『ホーキング、宇宙を語る』を愛読して著者に手紙を送ったり、広島の原爆投下についての詳細な研究を発表して同級生に気味悪がられたりしている。情緒不安定な面もあり、時に「靴が重く」なったり、「自分にあざを作」ったりして、カウンセリングの世話になっている。
彼はある日、父の遺品である花瓶の中からどっしりとした鍵と、赤いペンで書かれた「ブラック」という文字を発見する。状況から見てこれが父の遺したメッセージであると判断した彼は、母親に隠れ、週末を利用してニューヨーク中の「ブラック」姓を持つ人物を手当たりしだいに訪問する計画を立てる。こうして彼は、母親の恋人に苛立ったり、盲目の祖母とコミュニケーションを取るなどしつつ、ファーストネームのアルファベット順に「ブラック」を訪問してゆく。その途中でたまたま同じビルに住んでいた100歳になる元従軍記者のミスター・ブラックと親しくなり、以後しばらく彼の冒険に連れ立つようになる。「ブラック」探しが6ヶ月におよび、にもかかわらず何の成果もあがらずにいたころ、オスカーは祖母の家で、言葉を話せない見知らぬ老人と出会う。それは自分が生まれる前に失踪していた実の祖父だったのだが、オスカーはそうと知らないまま、これまでの自分の冒険を彼に語って聞かせる。
そして「ブラック」探しが始まって8ヵ月後、ようやく「ブラック」の真相が明らかになる。真相を握っていたのは「ブラック」探しのごく最初のほうで出会った疫学者のアビーと、その前夫ウィリアムであった。花瓶の中から見つかった鍵はウィリアムの亡き父がウィリアムのために花瓶に隠しておいた貸金庫の鍵であり、ウィリアムはそれと知らずにオスカーの父に花瓶を売ってしまったのである。オスカーはウィリアムに自分の父のことを話す。その後、オスカーは祖父とともに父の墓を掘り出し、空っぽの棺桶をさまざまなもので満たす。また鍵の真相に行き着くとほぼ同時に、オスカーは母が自分の冒険をはじめから知っていてずっと見守っていたことを知り、最後に母と和解する。作品の最後の数ページは、ビルから墜落していく男の連続写真を逆の順序に載せたフリップ・ブックになっている。